# Cheguig
Cheguig (em árabe: الشقيق) é um município localizado na província de El Bayadh, Argélia. Segundo o censo de 2008, a população total da cidade era de 3 282 habitantes.